# Creully sur Seulles
Creully sur Seulles é uma comuna francesa na região administrativa da Normandia, no departamento de Calvados. Estende-se por uma área de 18,71 km². Em 2010 a comuna tinha 2 348 habitantes (densidade: 125,5 hab./km²).
A municipalidade foi estabelecida em 1 de janeiro de 2017 e consiste na fusão das antigas comunas de Creully, Saint-Gabriel-Brécy e Villiers-le-Sec. A comuna tem sua prefeitura em Creully.